# Tatiana Echeverri Fernández
Tatiana Echeverri Fernandez nasceu em 1974 em San Jose, Costa Rica. Ela é uma artista colombiana e produtora de som eletrônico. Ela agora vive e trabalha em Berlim. Echeverri Fernandez trabalha em vários meios, incluindo instalações, escultura, performance e som. Ela estudou na Kunsthochschule Kassel e na Kunstakademie Düsseldorf antes de se mudar para a Inglaterra para estudar no Royal College of Art, em Londres. Desde 2000, ela expõe em mostras coletivas e individuais internacionalmente.
Um trabalho de performance recente, intitulado SCHWERBELASTUNGSKÖRPER (Heavy Stress Body), tem "migração e resiliência como seu tema principal, começando com tolerância mútua e abertura."
Tatiana Echeverri Fernandez dirige o espaço de projeto independente Changing Room em Berlim como parte de sua pesquisa e práxis.